# 北门站 (乌鲁木齐市)
北门站（維吾爾語：بېيمىن بېكىتى‎，拉丁维文：Bëimin békiti）是乌鲁木齐地铁1号线的地铁车站，位于中国新疆维吾尔自治区乌鲁木齐市天山区解放北路与光明路交叉口，于2019年6月28日开通。

## 车站结构

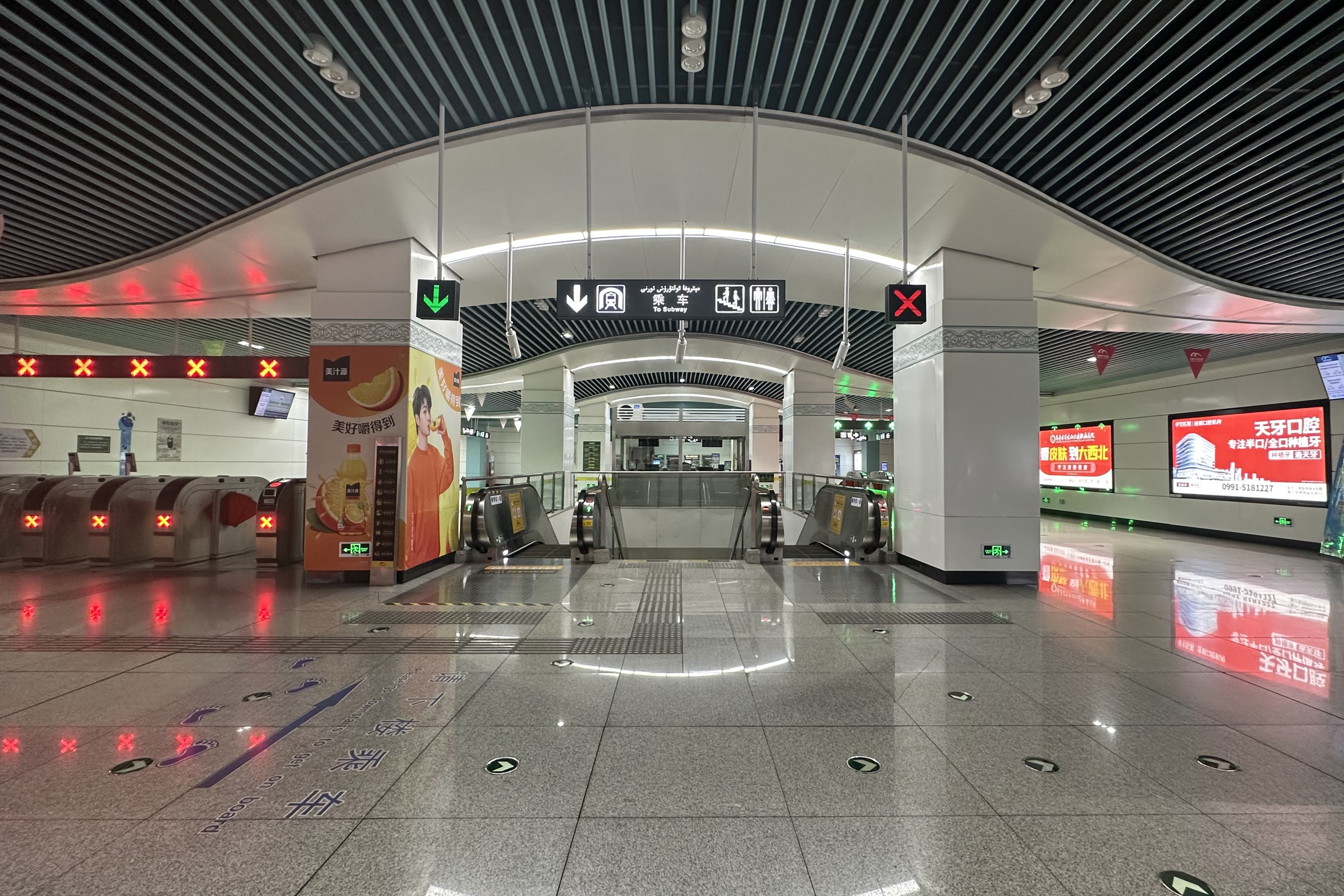
站厅

北门站沿解放北路南北向设置，为地下三层岛式站台车站，车站长165米，宽21米，车站地下一层为设备层，地下二层为站厅层，地下三层为站台层，站台设置全高站台门。
| 地面              | 出入口 | A、B、C出入口                                                                                             |
| 地下一层          | 设备   | 车站设备                                                                                                  |
| 地下二层          | 站厅   | 客服中心、自动售票机、验票机                                                                              |
| 地下三层          | 站台   | \| \| \| █ 1号线往国际机场（新兴街） \| \| 島式 · 開左邊车门 \| \| \| \| \| \| █ 1号线往三屯碑（南门） \| |
|                   |        | █ 1号线往国际机场（新兴街）                                                                               |
| 島式 · 開左邊车门 |        | |
|                   |        | █ 1号线往三屯碑（南门）                                                                                   |

## 车站出口
北门站目前开放3个出入口，各出口及周围设施如下所示：
| 编号                | 出入口信息                                   | 照片 | 无障碍设施 |
| ------------------- | -------------------------------------------- | ---- | ---------- |
| A · 出口            | 光明路北侧，新疆兵团第一中学                 |      | 不適用     |
| B · 出口            | 健康路东侧，东风大院                         |      | 不適用     |
| C · 出口 · （设有） | 解放北路东侧，乌鲁木齐市第一人民医院儿童医院 |      |            |
| 图例： 设有         |                                              |      |            |

## 接驳交通

### 公交车
- 北门：2路，30路，60路，104路，104路支线，501路，908路，919路，BRT2路，BRT71路
- 北门·教育学院：8路，73路，528A路，902路，908路，917路，BRT2路，BRT71路

## 车站历史
- 2015年5月8日，车站正式开工[2]。
- 2019年6月28日，车站随1号线全线通车开通[1]。
- 2020年
  - 2月2日，受新冠疫情影响，车站暂停运营[4]。3月11日，车站恢复运营[5]。
  - 7月16日，受新冠疫情影响，车站暂停运营[6]。9月20日，车站恢复运营[7]。